# 鮫島宗家
鮫島 宗家（さめじま むねいえ）は、平安時代末期から鎌倉時代初期の駿河国・薩摩国の武士。藤原南家の流れを汲む工藤氏の一族。佐女島 宗家（さめしま - ）とも。

## 生涯
駿河国鮫島郷（現在の静岡県富士市鮫島）を本貫としていた。石橋山の戦いの直前、源頼朝が伊豆国から相模国土肥郷へ赴く際に従った武士の一人として『吾妻鏡』治承4年（1180年）8月20日条に登場するのが初見である。駿河国の武士ではただ一人、挙兵以来頼朝に臣従しているため、「伊豆国の武士に準じて扱われるべきである」と石井進は評価している。同年10月20日の富士川の戦いは鮫島郷の直近で行われたものであり、『吾妻鏡』当日条に宗家の姿はないが何らかの動きをした可能性がある。
『吾妻鏡』元暦元年（1184年）6月17日条によると、宗家は一条忠頼誅殺の際に不手際を生じ、頼朝から右手指切断という制裁を受ける。以後、同書に宗家の名前を見出す事は出来ないが、建久年間の古文書に薩摩国阿多郡地頭として姿を現す。
鮫島氏が阿多郡地頭に補任された理由については明確になっていないが、阿多郡が大宰府領であった事に注目し、鎮西奉行となった天野遠景との親密な関係（姻戚関係か）も指摘されている（前述の一条忠頼暗殺において討手となったのは遠景であり、その場に宗家も同席していた事など）。阿多郡は平安時代後半、薩摩平氏の一流阿多氏が支配しており、阿多忠景は源為朝の舅として「一国棟梁」化し、大隅国にも影響力を行使した。しかし、忠景は中央政府より反逆者と見なされ（阿多忠景の乱）、鬼界ヶ島に逐電を余儀なくされる。その娘婿である阿多宣澄は平氏政権と密着する道を選ぶも鎌倉幕府成立と共に所領を没収される。その様な状況の中で阿多郡地頭として下向したのが宗家であった。
「鮫島光家申状案」によると、宗家は建久3年（1192年）8月25日に阿多郡を拝領している。同年10月22日には阿多宣澄の所領であった谷山郡、伊作郡、日置郡等の地頭に島津忠久が補任される。その後、同5年（1194年）2月に関東下知状が出され、宗家に対して「阿多郡地頭併八箇所名主職等」の知行安堵がなされた。
宗家は子息への所領分与の際、阿多郡を南北に分割する。阿多郡北方地頭となった家高は郡内の新田八幡宮領で乱暴を働き、所領を没収されてしまう。代わりに北方地頭となったのが、幕府政所に重きをなした同族の二階堂氏であった。鮫島氏の命脈を保ったのは阿多郡南部を継いだ弟の方の宗景によってである。以後は島津氏に臣従して行くことになる。
```
家次━祐次(武者所)
　　┣祐親(伊東二郎)
　　┣家光━━━━宗家━━家高・・・・・・・・・・・・・━家景━━家貞━━━━━━━━━━━━━━━━━━━━宗貞━恒家━家義━家安
　　┃　　　　　┗家俊　┗家門　　　　　　　　　　　　　┗家周　┗伊作庄惣公文又次郎妻━━━━━━藤原純貞  ┗宗義┗宗僧 
　　┗茂光(狩野介)　　　┗伊作実澄妻━有澄　　　　　　　┗兼家　┗谷山忠成妻━忠時━忠常━忠善　┗兼貞　　　　　　┗義忠
　　　　　　　　　　　　┗北原延兼妻━範兼━久兼━清兼　┗景宗━家宗━宗貞　　　　　　 　　┗則貞━貞明
　　　　　　　　　　　　┃　　　　　　　　┗守兼　　　　　　　　　　　　　　┗宗遠　　　　　　　　　　 　　　┗貞継
　　　　　　　　　　　　┃　　　　　　　　┗兼清　　　　　　
　　　　　　　　　　　　┗税所義祐妻━敦秀━敦胤━敦直
　　　　　　　　　　　　　　　　　　　　　┗信祐━道祐
　　　　　　　　　　　　　　　　　　　　　┗祐慶
　　　　　　　　　　　　　　　　　　　　　┗祐弁
　　　　　　　　　　　　　　　　　　　　　┗祐秀━祐胤━祐直

```